# Delphi (CERN)
DELPHI magnetni spektrometer, ki je med letoma 1989 in 2000 deloval na trkalniku LEP v Evropskem centru za fiziko osnovnih delcev CERN v Ženevi. Poleg tega, da je natančno razločeval sledi in energije razpadnih produktov trkov med elektroni in pozitroni v trkalniku LEP, je s pomočjo vgrajenega detektorja Čerenkovih obročev lahko identificiral različne vrste nabitih delcev. Imel je tudi za svoj čas zelo napreden silicijev detektor razpadnih verteksov, s katerim je bilo mogoče zaznati osnovne delce z zelo kratkimi razpadnimi časi. Načrtovanje in izgradnja spektrometra sta trajali 7 let, meritve pa so potekale nepretrgano ves čas delovanja trkalnika LEP.
Kljub temu, da je eksperiment že zaključen, je mednarodna kolaboracija DELPHI še vedno aktivna in se ukvarja z analizami izmerjenih podatkov. Kolaboracijo trenutno sestavlja okoli 550 fizikov iz 56 sodelujočih institucij iz 22 držav, med drugim slovenski raziskovalci iz Univerze v Novi Gorici in Instituta "Jožef Stefan".